# Vagabond (manga)
Vagabond (バガボンド 'Vagabundo'?) es una serie de manga épica de artes marciales escrita y dibujada por Takehiko Inoue. Relata la historia del guerrero más famoso de Japón, Musashi Miyamoto, basándose en Musashi, la novela escrita por Eiji Yoshikawa.
El manga comenzó en 1998 siendo serializado en la revista semanal Shukan Moningu y es publicado por Kōdansha en Japón. En España, Finlandia y Argentina es publicado por la editorial Ivrea. Lleva un total de 37 tomos. Vagabond ha vendido más de 82 millones de copias alrededor del mundo, convirtiéndose en una de los 20 series de manga más vendidas de la historia.
Vagabond ha ganado el Gran Premio del Festival de Artes de los Medios del 2000 de la Agencia Japonesa para Asuntos Culturales. Lo siguiente es un extracto del discurso felicitando a Takehiko Inoue: "Desde Toyotomi a Tokugawa. Musashi Miyamoto creció en un periodo de cambio entre dos grandes eras. El señor Inoue ha tomado al poderoso Musashi quien fue llamado a veces una 'bestia' y lo dibujó como un vagabundo. El artista hace alarde sobre retar atrevidamente el trabajo de literatura nacional de Eiji Yoshikawa, incluso, la sensación de velocidad que él crea es impresionante. Yo le envío mis aplausos al artista por crear una nueva imagen de Musashi." Ese mismo año 2000, Vagabond ganó la número 24 Condecoración Kodansha por Mejor Manga. En el 2002, fue obsequiado con la altamente aclamada Condecoración Cultural Tezuka Osamu. El año siguiente, Inoue fue nominado para el Premio Eisner del 2003 en la categoría de Mejor Escritor/ Artista.

## Personajes principales
( relativo al manga; no considerar como biografías históricas oficiales a no ser que lo indiquen)
- Miyamoto Musashi: Guerrero samurái de espíritu indomable. Conocido al comienzo por su nombre real de Shinmen Takezo, su estilo de combate se basa al principio en dejarse llevar por su instinto y en su desmedida fuerza natural, que poco a poco pule con los encuentros que libra. después de su persona de Takezo es "ejecutado" por el monje budista Takuan, quien le da la identidad de Musashi Miyamoto (Al parecer Musashi es otra forma de leer el nombre de Takezo). Su amigo de la infancia es Hon´iden Matahachi. es abandonado por este en una pelea, y posteriormente al irse ganando Miyamoto renombre con sus hazañas, Matahachi empieza a sentirse celoso y resentido contra él, y con el tiempo se convierte en su enemigo, que tiene como única meta demostrarle que él es el único hombre capaz de sobrepasarlo.
- Sasaki Kojirō: El legendario archirrival de Miyamoto Musashi. Se cree que Kojiro haya estudiado el estilo Chujo-ryu bajo la instrucción o bien de Toda Seigen o de Kanemaki Jisai. Kojiro era célebre por su técnica Tsubame-Gaeshi, o “Corte Golondrina”, inspirada por el movimiento de una golondrina al volar. A diferencia de la novela en el cual se basa, el manga muestra a Kojiro como sordo.

## Personajes secundarios
- Takuan Sōhō (沢庵 宗彭): (1573-1645). Un monje budista Zen, específicamente, representativo de la escuela Rinzai. En 1610, él fue designado como abad del templo principal, Daitokuji. Takuan es conocido por su brutal honestidad y personalidad meticulosamente perceptiva, que era buscada igualmente por monjes, samuráis y políticos( como Tokugawa Iemitsu y Go-Mizunoo). La correspondencia compartida entre Takuan y el maestro Yagyū Munenori fue recopilada en un tratado llamado "La Mente Desinhibida". Takuan ayuda a capturar a Takezo y luego lo renombra como Miyamoto Musashi, liberándolo espiritualmente para que continúe sus viajes y evolucione en su personalidad.
- Hon'iden Matahachi: Hedonista y amigo de infancia de Musashi. Asume temporalmente la identidad de Sasaki Kojiro después de que un moribundo Tenki le confiara el certificado de "Maestro de la Espada" de Kojiro. Luego de entrar en contacto con el verdadero Kojiro, comienza a identificarse a sí mismo como Sasaki "Koujiro", un intérprete de Kojiro, dado que el verdadero Kojiro es sordo. Luego termina enemistándose con Musashi después de una tensa reunión, en la que Matahachi muestra su intensa envidia hacia Musashi.
- Tsujikaze Tenma: Un bandido y líder de una banda que visita periódicamente a Okō y toma todo lo de valor que ella haya adquirido. Asesinó al padre de Akemi( el esposo de Okō), su propia madre, y luego es asesinado por Takezō luego de la batalla de Sekigahara.
- Tsujikaze Kōhei: Nacido en 1580 en la villa de Fuwa y hermano menor de Tsujikaze Tenma. Su madre trato de matarlo empujándolo por una cascada del mismo modo que hizo con Tsujikaze Tenma, no obstante Tenma la asesina, y toma a Kōhei bajo su protección. Aunque Tenma fue bondadoso con él, Kōhei difícilmente demostraba algún afecto. Cuando la banda Tsujikaze fue formada y se involucró en crímenes como robos, violaciones y extorsión, Kōhei devino miembro a los 12 y era considerado más "salvaje" por los otros miembros. A los 12 intenta violar a la esposa de un aldeano que él había asesinado, pero Tenma, disgustado por el acto asesinó a la mujer para terminar su sufrimiento y aplastó los testículos de Kōhei, dejándolo impotente. Kōhei falla en su intento de asesinar a Tenma y como castigo es hecho prisionero, es durante este tiempo cuando adopta una perspectiva nihilista de la vida. La banda Tsujikaze no logra hacerse un nombre para ellos mismos y honrar a su empleador Toyotomi Hideyoshi, en el intento de capturar a Tokugawa Ieyasu. A la edad de 20 años en el año 1600, luego de 7 años de encierro Kōhei es liberado por soldados sobreviviente a la batalla de Sekigahara y escapa con el propósito de encontrar y asesinar a su hermano. Deseando matar a Tenma él mismo y habiéndosele adelantado Takezō, Kōhei confronta a Takezō, pero son interrumpidos por los perseguidores de este último; cuando Takezō aparentemente espera la muerte suspendido en una soga él la corta. Kōhei es conocido como bandido por el nombre de "Dios de la Muerte" y asesina al conocido Shishido Baiken, maestro de la kusarigama. Pretendiendo ser Baiken, Kōhei vive con una pequeña niña, Rind, quien también porta la kusarigama. Es retado a duelo por Musashi y pierde, pero le es perdonada la vida, aunque queda seriamente herido. Mientras se recupera recuerda que Sasaki Kojiro aplastó su orgullo por estar más adelante en "el camino de la muerte" que él. Parece ser que Kojiro fue el que le hizo a Kohei la cicatriz que tiene en la cara.
- Ukita Hideie: (1573-1655) daimyō de Bizen y Mimasaka. Uno de los líderes generales que luchó por el clan Toyotomi en la Batalla de Sekigahara.
- Otsū: Amiga de infancia de Takezō y Matahachi. Otsū fue criada por la familia de Matahachi y estaba destinada a casarse con Matahachi. Los planes vinieron abajo cuando Matahachi escapa luego de la Batalla de Sekigahara con Okō a Kioto. Furiosa con Matahachi, Otsū rehúsa la oferta de la Abuela Hon'iden de unirse a la familia Hon'iden y marcha a buscar la vida y el amor en otra parte.
- Kitabatake Tomonori:	(1528-1576). Regente de Ise, localidad que se encuentra en la prefectura de Mie. Se dice que Tomonori fue maestro de la escuela de esgrima Kashima Shinto-ryū.
- Tsukahara Bokuden: (1489-1571). Fundador del estilo de kenjutsu Kashima Shinto-ryū. Bokuden era de la ciudad de Kashima en la Prefectura Ibaraki, hoy día. Famoso por su Musashugyo o peregrinaje de los samuráis, que lo llevó a viajar a través de Japón.
- Itō Ittōsai: (1560 - 1653?). Fundador del estilo de esgrima Ittō-ryū kenjutsu, una de las mayores escuelas de lucha con sable. Se dice que anteriormente a establecer su propio estilo, Ittōsai estudió una variante del estilo Chujo-ryū bajo la instrucción de Kanemaki Jisai.
- Musō Gonnosuke Katsukichi: (fecha desconocida). Fundador de la escuela Shinto Muso-ryū de artes marciales, que utilizaba mayormente el bastòn la largo o Bo. Se dice que Gonnosuke fue uno de los muchos que perdió ante Musashi en un duelo. De acuerdo a la leyenda, en la vida real derrotó posteriormente a Musashi en una revancha, con el bastòn medio o Jo.
- Honami Kōetsu: Afamado artista y calígrafo, cofundador de un movimiento influencial de arte llamado Escuela Rinpa. Koetsu participò de numerosos campos incluyendo la ceremonia del té, la alfarería y la caligrafía. Además, Koetsu, sucedió la línea ancestral familiar de negocios como pulidor y tasador de espadas.
- Hōzōin Kakuzenbō In’ei (宝蔵院 覚禅房 胤栄)
- Hōzōin Inshun (宝蔵院 胤舜)

## Lugares
(pertenecientes y mencionados en el manga)
- Sakushū: Provincia también conocida como Mimasaka y actualmente, el área de la norteña región de la Prefectura de Okayama.
- Higo: Una de las viejas Provincias de Japón ubicada hoy en día en la Prefectura Kumamoto.
- Owari: Una de las viejas Provincias de Japón ubicada hoy en día en Nagoya y en sus regiones circundantes.
- Kaga: Una de las viejas Provincias de Japón ubicada hoy en día en la Prefectura de Ishikawa.
- Echizen: Una de las viejas Provincias de Japón y actualmente es la porción norte de la Prefectura de Fukui.
- Templo Sangen'in (三玄院 Sangen'in): Uno de muchos subtemplos del Templo Daitokuji en Kioto. Era un lugar donde los espadachines Japoneses iban a meditar e incluso sobrepasaban a los monjes residentes. Algunos afirman que las ideas de rebelión se originaron en esas tierras.
- Templo Hōzō'in (宝蔵院 Hōzō'in): Uno de muchos sub-templos budistas que se encuentran en las tierras de Kōfuku-ji en Nara y cerca de las Montañas Kasuga. Su nombre reverbera por sus monjes audaces y sus infames técnicas con lanzas del estilo Hōzōin-ryū.
- Castillo Himeji: Fuerzas adicionales fueron despachadas para ayudar en la caza de Takezō (Nombre de niñez de Miyamoto Musashi) después de su retorno de la Batalla de Sekigahara en los alrededores de la villa Miyamoto.
- Territorio Yagyū: Región de un viejo bosque que circunda Kioto, Osaka y la Owari.
- Castillo Yagyū: Una finca del famoso y formidable Clan Yagyu. Destaca el Salón Shinkagedō.
- Wataya In: Al lado de Yagyū dojo, es donde Musashi insospechadamente conoce a Yagyū Sekishūsai y donde Jōtarō lleva a Otsū para que entregue una carta a Denshichirō de parte de Yagyū Tajima no Kami Muneyoshi.
- Templo Rengeōin: Localizado en Kioto oriente, Rengeōin (蓮華王院本堂) es comúnmente referido como Sanjūsangen-dō. El salón principal de Rengeoin presenta una increíble colección de 1001 estatuas Kannon Budistas.